# 萊克鎮區 (密歇根州本西縣)
萊克鎮區（英語：Lake Township）是位於美國密歇根州本西縣的一個行政鎮區。

## 地方資料
萊克鎮區的面積為91.00平方千米，當中陸地面積為60.60平方千米，而水域面積為30.40平方千米。根據2020年美國人口普查的數據，當地共有人口694人，而人口密度為每平方千米7.63人。